# The Ultimate Fighter: Team Hughes vs. Team Serra
The Ultimate Fighter 6: Team Hughes vs. Team Serra fue la sexta temporada del reality de televisión de The Ultimate Fighter que se estrenó el 19 de septiembre de 2007. Los equipos separados fueron dirigidos por el campeón de peso wélter de UFC Matt Serra y el excampeón de peso wélter Matt Hughes.

## Elenco

### Entrenadores y preparadores físicos
- Equipo Hughes
  - Matt Hughes, entrenador principal
  - Robbie Lawler, entrenador de Boxeo
  - Matt Pena
  - Marc Fiore

- Equipo Serra
  - Matt Serra, entrenador principal
  - Ray Longo, entrenador de Kickboxing
  - Pete Sell, entrenador de Jiu-Jitsu Brasileño

### Peleadores
Equipo Hughes
- Dan Barrera, Blake Bowman, Mac Danzig, Paul Georgieff, Billy Miles, Dorian Price, Jared Rollins y Tom Speer[2]

Equipo Serra
- Matt Arroyo, Richie Hightower, John Kolosci, Troy Mandaloniz, Roman Mitichyan (reemplazado por Jon Koppenhaver después de una lesión), Ben Saunders, Joe Scarola, y George Sotiropoulos[2]

### Otros
- Anfitrión Dana White
- Narrador: Mike Rowe

## Final
- Peso wélter:  Mac Danzig vs.  Tom Speer

Danzig derrotó a Speer vía sumisión (rear naked choke) en el 2:01 de la 1.ª ronda para convertirse en el ganador de peso wélter de TUF.